# Orsa (bướm đêm)
Orsa  là một chi bướm đêm thuộc họ Erebidae.